# Campionati mondiali di tiro a volo 1987
I campionati mondiali di tiro 1987 furono la ventiduesima edizione dei campionati mondiali di questo sport e si disputarono a Valencia.

## Risultati

### Uomini

#### Fossa olimpica
| Evento      | Oro                                             | Oro       | Argento                                                             | Argento   | Bronzo                                     | Bronzo    |
| Evento      | Atleta                                          | Risultato | Atleta                                                              | Risultato | Atleta                                     | Risultato |
| Individuale | Dimitri Monakov                                 | 217       | Jörg Damme                                                          | 216       | Alexandr Lavrinenko                        | 215       |
| A squadre   | Portogallo Helder Cavaco Joao Rebelo José Pinto | 424       | Unione Sovietica Dimitri Monakov Alexandr Lavrinenko Urmas Saaliste | 423       | Stati Uniti Ken Blasi Daniel Carlisle Haas | 420       |

#### Skeet
| Evento      | Oro                                                       | Oro       | Argento                                                  | Argento   | Bronzo | Bronzo    |
| Evento      | Atleta                                                    | Risultato | Atleta                                                   | Risultato | Atleta | Risultato |
| Individuale | Andrea Benelli                                            | 226       | Matthew Dryke                                            | 225       | Guillermo Alfredo Torres | 218       |
| A squadre   | Germania Est Bernhard Hochwald Torsten Remter Axel Wegner | 430       | Italia Andrea Benelli Celso Giardini Luca Scribani Rossi | 428       | Cecoslovacchia Lubos Adamec Bronislav Bechynsky Leos Hlavacek Cuba Servando Puldon Martinez Rodriguez Guillermo Alfredo Torres | 422       |

### Donne

#### Fossa olimpica
| Evento      | Oro         | Oro       | Argento | Argento   | Bronzo      | Bronzo    |
| Evento      | Atleta      | Risultato | Atleta  | Risultato | Atleta      | Risultato |
| Individuale | Yin Weiping | 183       | Gao E   | 181       | Satu Pusila | 179       |

#### Skeet
| Evento      | Oro         | Oro       | Argento         | Argento   | Bronzo      | Bronzo    |
| Evento      | Atleta      | Risultato | Atleta          | Risultato | Atleta      | Risultato |
| Individuale | Feng Meimei | 192       | Bonnie McLaurin | 188       | Nuria Ortiz | 185       |

## Medagliere
Nazione ospitante
| Posiz. | Nazione          | Oro | Argento | Bronzo | Totale |
| ------ | ---------------- | --- | ------- | ------ | ------ |
| 1      | Cina             | 2   | 1       | 0      | 3      |
| 2      | Unione Sovietica | 1   | 1       | 1      | 3      |
| 3      | Italia           | 1   | 1       | 0      | 2      |
| 3      | Germania Est     | 1   | 1       | 0      | 2      |
| 5      | Portogallo       | 1   | 0       | 0      | 1      |
| 6      | Stati Uniti      | 0   | 2       | 1      | 3      |
| 7      | Cuba             | 0   | 0       | 2      | 2      |
| 8      | Finlandia        | 0   | 0       | 1      | 1      |
| 8      | Messico          | 0   | 0       | 1      | 1      |